# Communauté de communes de la Baie du Cotentin

La communauté de communes de la Baie du Cotentin (CCBDC) est une communauté de communes française, située dans le département de la Manche en région Normandie.

## Historique
Elle est créée le 1er janvier 2014 à la suite de la fusion de la communauté de communes de Carentan-en-Cotentin et la communauté de communes de Sainte-Mère-Église en intégrant les communes de Houtteville (issue de la communauté de communes de La Haye-du-Puits), de Tribehou et Montmartin-en-Graignes (issues de la communauté de communes de la région de Daye).
Au 1er janvier 2019 : 
- Douze communes de la communauté ont fusionné au sein de la commune nouvelle de Carentan-les-Marais[2] : Angoville-au-Plain, Brévands, Brucheville,Carentan, Catz, Houesville, Montmartin-en-Graignes, Saint-Côme-du-Mont, Saint-Hilaire-Petitville, Saint-Pellerin, Les Veys et Vierville
- Sept communes de la communauté ont fusionné au sein de la commune nouvelle de Sainte-Mère-Église : Beuzeville-au-Plain, Carquebut, Chef-du-Pont, Écoquenéauville, Foucarville, Ravenoville et Sainte-Mère-Église.
- Deux communes de la communauté ont fusionné au sein de la commune nouvelle de Terre-et-Marais :  Saint-Georges-de-Bohon et Sainteny.
- Sept communes de la communauté ont fusionné au sein de la commune nouvelle de Picauville : Amfreville, Cretteville, Gourbesville, Houtteville, Les Moitiers-en-Bauptois, Picauville et Vindefontaine.

## Territoire communautaire

### Géographie
Située dans l'est du département de la Manche, la communauté de communes de la Baie du Cotentin regroupe 23 communes et s'étend sur 445 km2.

Carte de la communauté de communes de la Baie du Cotentin
Situation dans le département au 1er janvier 2014
Situation dans le département au 1er janvier 2017 (avec les communes nouvelles)

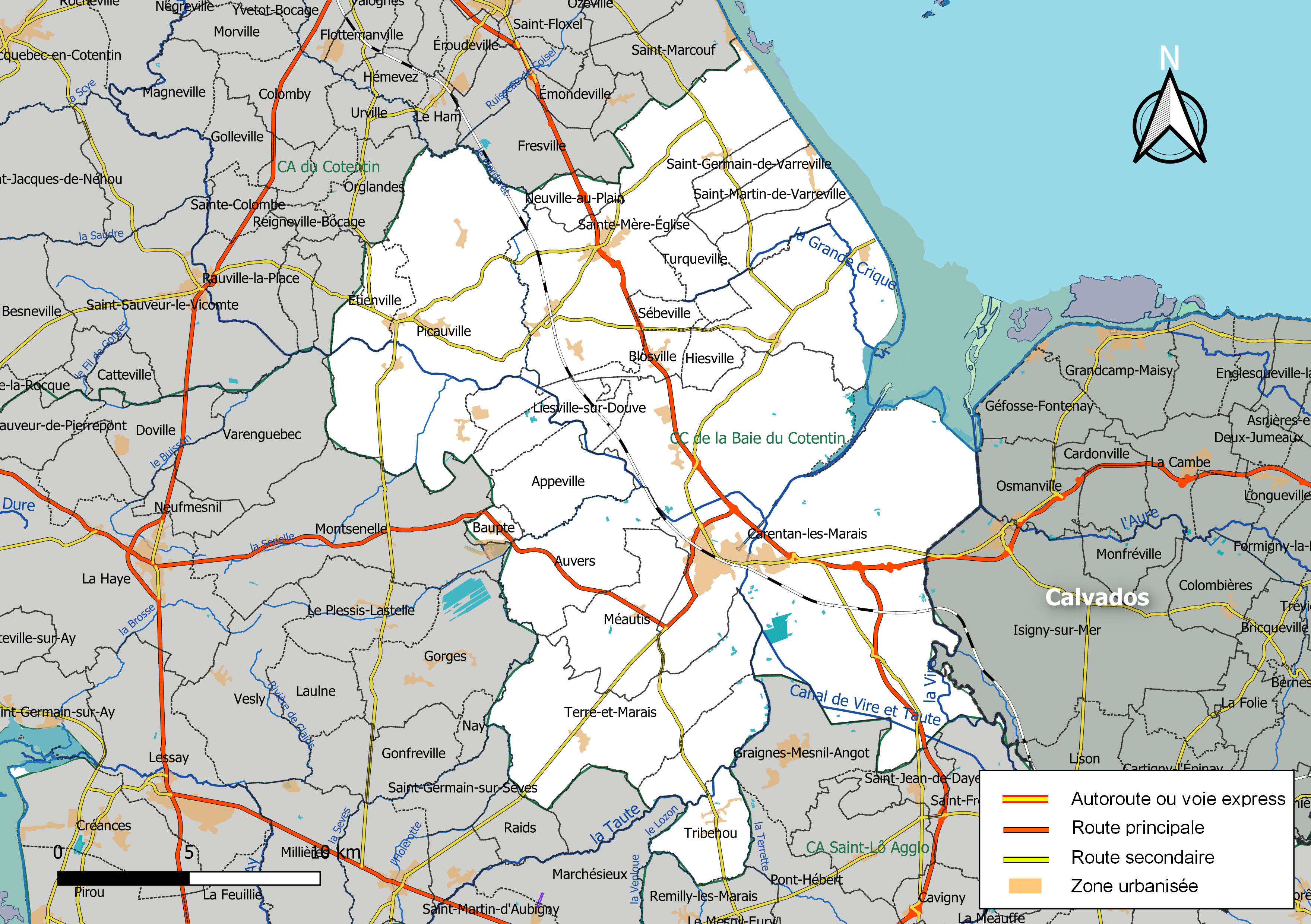
Carte de la communauté de communes de la Baie du Cotentin au 1er janvier 2019.

### Composition
La communauté de communes est composée des 23 communes suivantes :

| Nom                         | Code Insee | Gentilé              | Superficie (km2) | Population (dernière pop. légale) | Densité (hab./km2) |
| --------------------------- | ---------- | -------------------- | ---------------- | --------------------------------- | ------------------ |
| Carentan-les-Marais (siège) | 50099      |                      | 133,29           | 10 220 (2022)                     | 77                 |
| Appeville                   | 50016      | Appevillais          | 13,2             | 193 (2022)                        | 15                 |
| Audouville-la-Hubert        | 50021      | Andouvillais         | 6,4              | 76 (2022)                         | 12                 |
| Auvers                      | 50023      | Auversois            | 18,76            | 689 (2022)                        | 37                 |
| Baupte                      | 50036      | Bauptois             | 2,29             | 428 (2022)                        | 187                |
| Beuzeville-la-Bastille      | 50052      | Beuzevillais         | 4,34             | 147 (2022)                        | 34                 |
| Blosville                   | 50059      | Blosvillais          | 4,22             | 322 (2022)                        | 76                 |
| Boutteville                 | 50070      | Bouttevillais        | 1,82             | 59 (2022)                         | 32                 |
| Étienville                  | 50177      | Étienvillais         | 7,36             | 376 (2022)                        | 51                 |
| Hiesville                   | 50246      | Hiesvillais          | 4,03             | 72 (2022)                         | 18                 |
| Liesville-sur-Douve         | 50269      |                      | 5,24             | 214 (2022)                        | 41                 |
| Méautis                     | 50298      | Méautichons          | 16,98            | 648 (2022)                        | 38                 |
| Neuville-au-Plain           | 50373      | Neuvillais           | 4,7              | 84 (2022)                         | 18                 |
| Picauville                  | 50400      | Picauvillais         | 64,89            | 3 222 (2022)                      | 50                 |
| Saint-André-de-Bohon        | 50445      | Bohonnais            | 10,43            | 369 (2022)                        | 35                 |
| Saint-Germain-de-Varreville | 50479      |                      | 5,81             | 109 (2022)                        | 19                 |
| Saint-Martin-de-Varreville  | 50517      | Varrevillais         | 8,36             | 170 (2022)                        | 20                 |
| Sainte-Marie-du-Mont        | 50509      | Montois              | 26,98            | 694 (2022)                        | 26                 |
| Sainte-Mère-Église          | 50523      | Sainte-Mère-Églisais | 52,27            | 2 910 (2022)                      | 56                 |
| Sébeville                   | 50571      | Sébevillais          | 2,88             | 34 (2022)                         | 12                 |
| Terre-et-Marais             | 50564      |                      | 35,59            | 1 288 (2022)                      | 36                 |
| Tribehou                    | 50606      | Triboudais           | 9,97             | 511 (2022)                        | 51                 |
| Turqueville                 | 50609      | Turquevillais        | 5,21             | 127 (2022)                        | 24                 |

## Démographie
| 1968   | 1975   | 1982   | 1990   | 1999   | 2010   | 2015   | 2021   |
| ------ | ------ | ------ | ------ | ------ | ------ | ------ | ------ |
| 23 649 | 23 402 | 23 339 | 22 765 | 22 927 | 23 421 | 23 326 | 23 077 |

## Administration
| Période      | Période      | Identité             | Étiquette | Qualité                                     |
| ------------ | ------------ | -------------------- | --------- | ------------------------------------------- |
| janvier 2014 | juillet 2020 | Jean-Pierre Lhonneur | LR        | Maire de Carentan                           |
| juillet 2020 | En cours     | Jean-Claude Colombel | SE        | Conseiller municipal de Carentan-les-Marais |

### Conseil communautaire
71 délégués
12 : Carentan
4 : Sainte-Mère-Église, Picauville
3 : Saint-Hilaire-Petitville
2 : Auvers, Chef-du-Pont, Meautis, Sainte-Marie-du-Mont, Sainteny
1 : les autres
À l’issue du renouvellement des conseils municipaux en 2020, la répartition a été revue en passant à 49 sièges
| Nombre de délégués | Communes                                               |
| ------------------ | ------------------------------------------------------ |
| 16                 | Carentan-les-Marais                                    |
| 5                  | Picauville                                             |
| 4                  | Sainte-Mère-Eglise                                     |
| 2                  | Terre-et-Marais, Sainte-Marie-du-Mont, Auvers, Méautis |
| 1                  | Les autres communes                                    |

## Compétences
La fusion de la communauté de communes de Carentan-en-Cotentin et de la communauté de communes de Sainte-Mère-Église emporte les conséquences suivantes sur les syndicats :
- Syndicat Mixte pour le Centre Aquatique des Communautés de communes de Carentan en Cotentin et de Sainte-Mère-Église :

En application de l’article L. 5212-33 du CGCT, rendu applicable aux syndicats mixtes par renvoi de l’article L.5711-1 du même code, les syndicats constitués d’un seul membre sont dissous de plein droit. Ce syndicat mixte ne comprend plus qu'un seul membre à compter du 1er janvier 2014, ses compétences sont donc reprises de plein droit à cette date par la communauté de communes de la Baie du Cotentin.
La communauté de communes de la Baie du Cotentin est substituée à la communauté de communes de Carentan-en-Cotentin et/ou à la communauté de communes de Sainte-Mère-Église au sein des syndicats dont ces dernières sont membres (et pour les anciens périmètres considérés) :
- Syndicat mixte du Cotentin
- Syndicat mixte SCOT du Pays du Cotentin
- Syndicat mixte Manche Numérique
- Syndicat mixte « Espaces Littoraux de la Manche » (Sy.M.E.L.)
- Syndicat mixte du Point Fort
- Syndicat mixte Cotentin Traitement
- Syndicat mixte pour l’opération de revitalisation du Plain Cotentin
- Syndicat intercommunal scolaire du canton de Saint-Sauveur-le-Vicomte
- Syndicat mixte du parc régional des Marais du Cotentin et du Bessin

La communauté de communes de la Baie du Cotentin devra désigner ses représentants dans les règles et conditions fixées par les statuts desdits syndicats.
En fonction des éventuelles prises de compétences ou rétrocessions de compétences, il conviendra d'examiner les possibles interactions avec les autres syndicats présents sur le territoire, d'autant que la rédaction des statuts des EPCI ne permet pas toujours de connaître avec précision les compétences effectivement transférées.
Sont notamment présents, en tout ou partie, sur le territoire de la communauté de la Baie du Cotentin :
- Syndicat intercommunal de distribution d'eau de Sainte-Mère-Église-Chef-du-Pont
- Syndicat d'alimentation en eau potable de la région de Sainte-Marie-du-Mont
- Syndicat intercommunal d'alimentation en eau potable de Saint-Sauveur-le-Vicomte
- Syndicat intercommunal d'alimentation en eau potable des Veys
- Syndicat intercommunal d'alimentation en eau potable de la région de Sainteny
- Syndicat d'alimentation en eau potable de Tribehou
- Syndicat d'alimentation en eau potable de la région de Saint-Jean de Daye
- Syndicat intercommunal d'alimentation en eau potable du Bauptois
- Syndicat d'alimentation en eau potable d'Auvers-Méautis
- Syndicat mixte de production d'eau potable de l'Isthme du Cotentin
- Syndicat d'électrification de Sainte-Mère-Église
- Syndicat intercommunal de secours, de lutte contre l'incendie et de protection civile de Carentan
- Syndicat d'électrification de la Haye-du-Puits
- Syndicat d'électrification de Carentan
- Syndicat départemental d'énergies de la Manche
- Syndicat intercommunal de regroupement pédagogique Auvers-Baupte-Méaustis
- Syndicat intercommunal pour la gestion des affaires scolaires Les Bohons-Tribehou
- Syndicat de regroupement pédagogique intercommunal Viridovix

## Finances

### Imposition
La communauté de communes gère la taxe d'habitation ( % en 2007), la taxe foncière sur les propriétés bâties ( %) et non bâties ( %), et la taxe professionnelle ( %) et la taxe professionnelle de zone sur les zones d'activité ( %), ainsi que la taxe d'enlèvement des ordures ménagères ( %).